# Sanhedrin

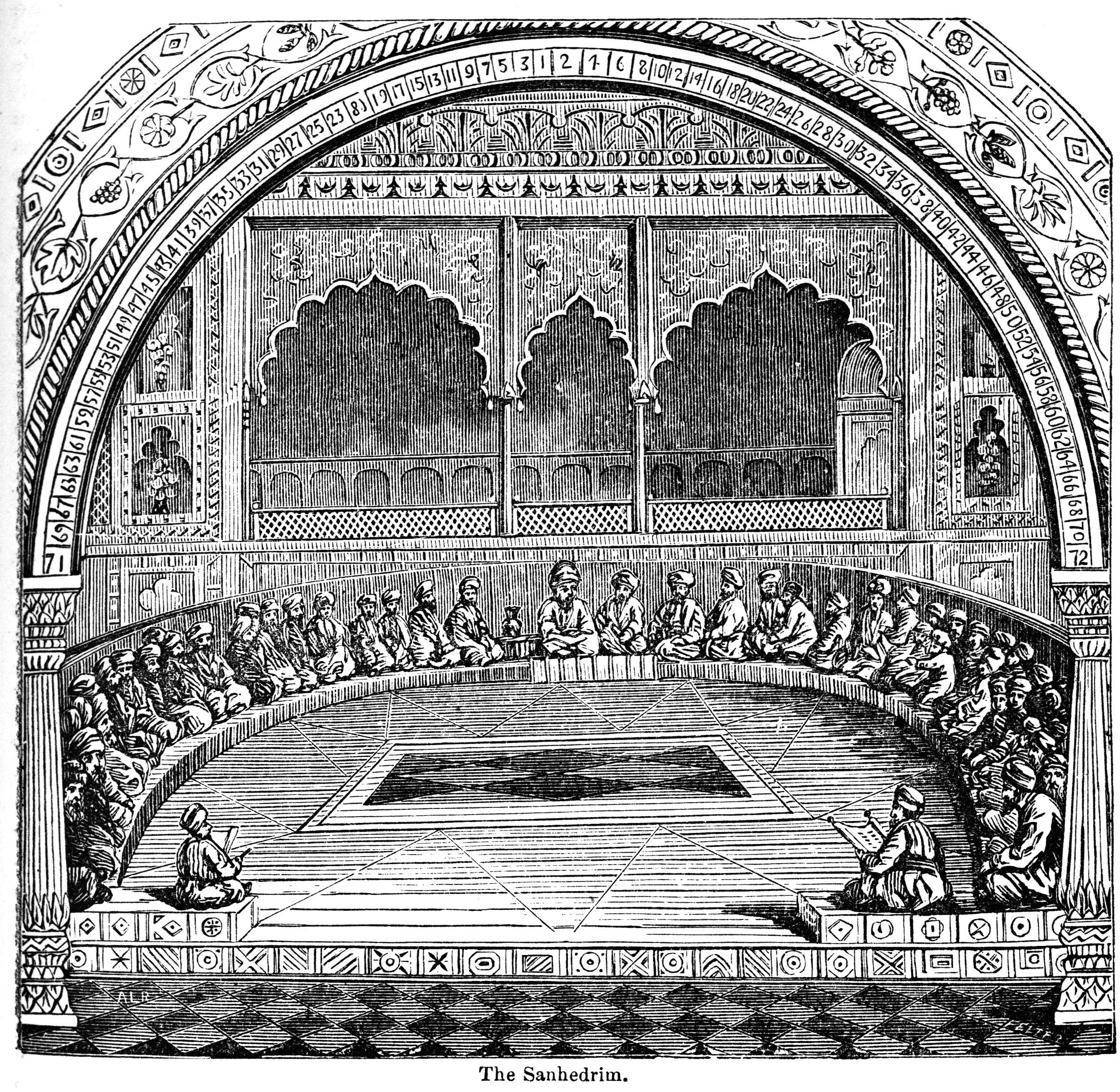
Darstellung des antiken jüdischen Sanhedrin-Rates aus der People's Cyclopedia of Universal Knowledge von 1883.

Der Sanhedrin, hebräisch סַנְהֵדְרִין sanhēdrîn bzw. סַנְהֶדְרִין sanhædrîn, oder Hohe Rat war eine jüdische religiöse und/oder politische Instanz, deren konkrete Aufgaben und Einflussbereich sich nicht mit Sicherheit rekonstruieren lassen. Im Versuch, die Angaben von Josephus, des Neuen Testaments und der rabbinischen Literatur zu harmonisieren, sah die ältere Forschung im Sanhedrin das höchste legislative und judikative Gremium des antiken Judentums. Es sei in hellenistischer Zeit begründet und bis ins 5. Jahrhundert fortgeführt worden. Die Aussagen der verschiedenen Quellen sind jedoch widersprüchlich.
Beim Wort Sanhedrin handelt es sich um eine Hebräisierung des griechischen συνέδριον synédrion („Versammlung, Rat“).

## Die Wiedererrichtung des Sanhedrin

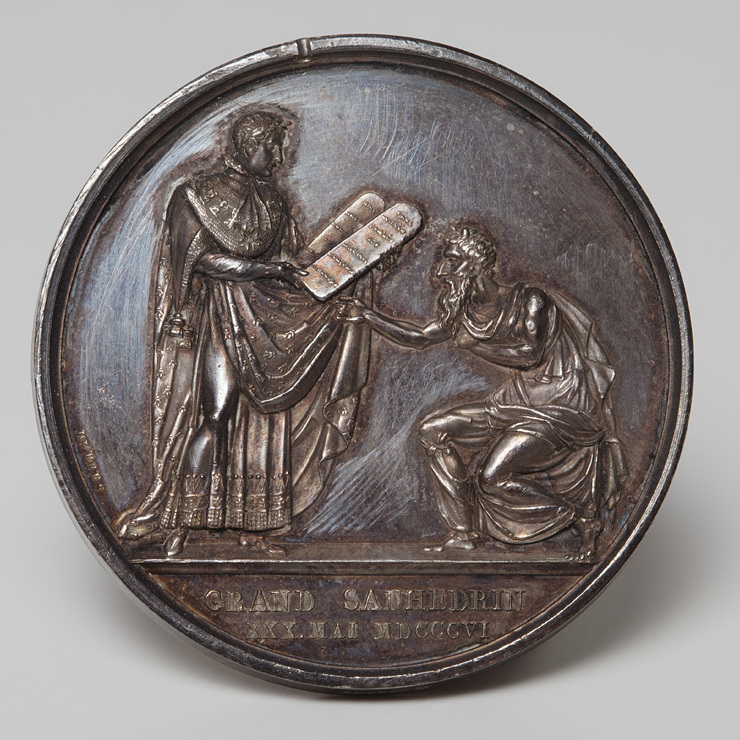
Moses, Symbol der jüdischen Gemeinde, kniet vor Napoleon und empfängt aus seinen Händen die Gesetzestafeln: Medaille von 1806, dem napoleonischen Sanhedrin gewidmet, in der Sammlung des Jüdischen Museums der Schweiz.